# Prešovski okraj
Prešovski okraj (slovaško Prešovský kraj, ukrajinsko Пряшівський край) je upravna enota (okraj) najvišje ravni upravne delitve Slovaške. Leži na severovzhodu države in meji na severu na Poljsko in na vzhodu na Ukrajino, od ostalih slovaških okrajev pa na jugu na Košiški, na jugozahodu na Banskobistriški ter na zahodu na Žilinski okraj. Skupaj s Košiškim okrajem tvori kohezijsko regijo Vzhodna Slovaška.
S površino 8972,8 km² je drugi največji slovaški okraj (za Banskobistriškim), z 808.931 prebivalci po popisu leta 2021 pa najbolj naseljeni. Glavno mesto je Prešov, s približno 55.000 prebivalci tretje največje mesto na Slovaškem, večje naselje je še Poprad, sicer pa večina prebivalcev živi v podeželskih naseljih.
Površje je hribovito, na skrajnem severozahodu v Visokih Tatrah doseže najvišje nadmorske višine, tu je tudi gora Gerlachovský štít (2655 m n. m.), najvišji vrh države. Gospodarsko je okraj slabo razvit, bruto domači proizvod na prebivalca ne dosega dveh tretjin državnega povprečja, številni hodijo na delo v druge okraje ali v tujino, izrazito je tudi izseljevanje. Najpomembnejša gospodarska panoga je industrija, od kmetijstva pa je okraj znan predvsem po pridelavi krompirja in govedoreji. Nezanemarljiv je tudi turizem, regija nudi številne priložnosti za pohodništvo in alpinizem v goratih predelih.

### Demografija
| Leto          | 1994    | 2004    | 2014    | 2024    |
| ------------- | ------- | ------- | ------- | ------- |
| Število ljudi | 763.911 | 796.745 | 819.977 | 810.008 |
| Razlika       |         | +4,29 % | +2,91 % | −1,21 % |

| Leto          | 2023    | 2024    |
| ------------- | ------- | ------- |
| Število ljudi | 808.810 | 810.008 |
| Razlika       |         | +0,14 % |

## Okrožja
Prešovski okraj se deli na 13 okrožij (okres).
- Bardejov
- Humenné
- Kežmarok
- Levoča
- Medzilaborce
- Poprad
- Prešov
- Sabinov
- Snina
- Stará Ľubovňa
- Stropkov
- Svidník
- Vranov nad Topľou

Okrožja se nadalje delijo na 665 občin, od tega 23 urbanih.